# Sandy Ground

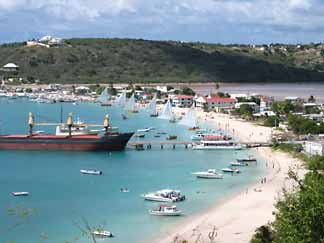
Sandy Ground, Anguila

Sandy Ground é a maior cidade do território britânico de Anguila. Sua população é de aproximadamente 1.500 habitantes. Nessa cidade encontra-se o maior porto de Anguila, o porto de Sandy Ground.